# نيكلاس يندكفيست
نيكلاس يندكفيست (بالسويدية: Niklas Lindqvist)‏ هو متزحلق جبال الألب سويدي، ولد في 16 مايو 1964.

## وصلات خارجية
- نيكلاس يندكفيست على موقع الاتحاد الدولي للتزلج (التزلج على المنحدرات الثلجية) (الإنجليزية)
- نيكلاس يندكفيست على موقع أوليمبيديا (الإنجليزية)
- نيكلاس يندكفيست على موقع اللجنة الأولمبية السويدية (السويدية)